# Motta San Giovanni
Motta San Giovanni è un comune italiano di 5 406 abitanti della città metropolitana di Reggio Calabria in Calabria.

## Storia
La prima menzione di "Motta San Giovanni" risale a un documento del 1412: in precedenza doveva trattarsi di un villaggio, dipendente da Santo Niceto, che prendeva il nome dal monastero di San Giovanni Teologo, che venne fortificato probabilmente sotto gli Angioini.
Nel 1466, dopo la caduta di Santo Niceto l'anno precedente, a opera degli Aragonesi, ottenne un'autonomia amministrativa e venne riconosciuta la sua universitas. Successivamente divenne a sua volta una baronia, in possesso prima dei Ruffo e poi, dal 1574, dei Villadicane, che ne rafforzarono le fortificazioni. Dal 1604 fu acquisita dai Ruffo di Bagnara e nel 1682 divenne principato.
Nel 1811 divenne comune autonomo e vi fu aggregato il villaggio di Pellaro, fino al 1834, quando anche questi divenne comune autonomo e Valanidi entrò a far parte delle dipendenze di Motta. Fino agli anni cinquanta l'economia è stata essenzialmente agricola. Gli anni successivi hanno visto il paese subire una forte emigrazione verso il nord Italia e paesi europei come la Francia, la Svizzera e la Germania, dove il lavoro era garantito, con il conseguente abbandono delle campagne.
Nel periodo prebellico, tra il 1912 e il 1913, venne realizzata, per opera di un suo cittadino Carmelo Catalano, una centrale idroelettrica, sfruttando le acque che lambiscono il territorio comunale. Dopo la realizzazione di un elettrodotto tra la centrale (in rione San Giorgio) e il paese, Motta poté usufruire della luce elettrica, in un periodo in cui i territori limitrofi venivano illuminati con olio e petrolio. Nel 1915 venne installato il primo mulino per cereali a trazione elettrica. Le macine importate dalla Francia con la caratteristica: non producevano terriccio
Storicamente Motta san Giovanni è nota per la lavorazione artigianale della pietra reggina: una roccia sedimentaria calcarea molto utilizzata in edilizia, estratta principalmente nelle cave di contrada Sarto in Motta San Giovanni e dalle cave del promontorio di Capo dell'Armi, nei pressi di Lazzàro.

### Simboli
Lo stemma comunale è stato concesso con decreto del presidente della Repubblica del 21 novembre 1995.
Vi è raffigurato il patrono san Giovanni Evangelista accompagnato da un'aquila. Una leggenda racconta che nel XVI secolo, durante uno dei frequenti attacchi dei Turchi, la città fu difesa strenuamente da un cavaliere di nome Giovanni. Per gli abitanti questi non poteva che essere un santo e chiamarono il paese Motta San Giovanni.

## Società

### Evoluzione demografica
Abitanti censiti

## Cultura

### Istruzione
Le scuole di ogni ordine e grado del Comune di Motta San Giovanni afferiscono all' Istituto Comprensivo Statale "Montebello Jonico - Motta San Giovanni" con sede amministrativa nel Comune di Montebello Jonico.

## Geografia antropica

### Frazioni
Orograficamente il comune è costituito da una serie di colline che degradano verso il mare. Le frazioni principali di Motta San Giovanni sono Lazzaro e Serro Valanidi.
Frazioni minori sono: Allai, Cambareri, Leandro, Martino, Paolia, Paterriti, Riace Capo, Rione Branca, San Basilio, San Nicola, Sant'Antonio, Sarto.

## Infrastrutture e trasporti
Nel comune si trova la stazione meteorologica di Capo dell'Armi.

## Amministrazione
| Periodo           | Periodo          | Primo cittadino             | Partito                            | Carica                    | Note   |
| ----------------- | ---------------- | --------------------------- | ---------------------------------- | ------------------------- | ------ |
| 11 settembre 1986 | 29 giugno 1990   | Francesco Battaglia         | Partito Socialista Italiano        | Sindaco                   | [ 8 ]  |
| 29 giugno 1990    | 2 dicembre 1992  | Bruno Carmelo Biasi         | Democrazia Cristiana               | Sindaco                   | [ 9 ]  |
| 2 dicembre 1992   | 29 maggio 1993   | Francesco Musolino          |                                    | Commissario prefettizio   | [ 10 ] |
| 29 maggio 1993    | 5 agosto 1993    | Francesco Musolino          |                                    | Commissario prefettizio   | [ 11 ] |
| 5 agosto 1993     | 22 novembre 1993 | Francesco Musolino          |                                    | Commissario straordinario | [ 12 ] |
| 4 dicembre 1993   | 17 novembre 1997 | Bruno Giovanni Diego Attinà | Partito Democratico della Sinistra | Sindaco                   | [ 13 ] |
| 17 novembre 1997  | 28 maggio 2002   | Giovanni Verduci            | Lista civica                       | Sindaco                   | [ 14 ] |
| 28 maggio 2002    | 29 maggio 2007   | Giovanni Verduci            | Lista civica                       | Sindaco                   | [ 15 ] |
| 29 maggio 2007    | 8 maggio 2012    | Paolo Laganà                | Lista civica                       | Sindaco                   | [ 16 ] |
| 8 maggio 2012     | 12 giugno 2017   | Paolo Laganà                | Lista civica                       | Sindaco                   | [ 18 ] |
| 12 giugno 2017    | 14 giugno 2022   | Giovanni Verduci            | Lista civica                       | Sindaco                   | [ 20 ] |
| 14 giugno 2022    | in carica        | Giovanni Verduci            | Lista civica                       | Sindaco                   | [ 22 ] |

## Sport
Sono presenti nel territorio comunale varie società sportive, la Polisportiva Futura, il Comprensorio C.S. Lazzaro (fondato nel 1974)  l'ASD New Team nata nel 2011, che disputa i campionati di pallavolo PGS.